# Люблинский сельсовет
Люблинский сельсовет — сельское поселение в Чаплыгинском районе Липецкой области Российской Федерации.
Административный центр — село Топтыково.

## История
Статус и границы сельского поселения установлены Законом Липецкой области от 23 сентября 2004 года № 126-ОЗ «Об установлении границ муниципальных образований Липецкой области»

## Население
| 2010 | 2012 | 2013 | 2014 | 2015 | 2016 | 2017 |
| ---- | ---- | ---- | ---- | ---- | ---- | ---- |
| 497  | ↘477 | ↘463 | ↘462 | ↘445 | ↘433 | ↘417 |
| 2018 | 2021 |      |      |      |      |      |
| ↘411 | ↘375 |      |      |      |      |      |

## Состав сельского поселения
| № | Населённый пункт | Тип населённого пункта       | Население |
| - | ---------------- | ---------------------------- | --------- |
| 1 | Горюшки          | деревня                      | ↘0        |
| 2 | Дуровщино        | село                         | ↘98       |
| 3 | Топтыково        | село, административный центр | ↘399      |